# Schron bierny Regelbau 502 w Piszu
Schron bierny Regelbau 502 w Piszu – schron bierny w Piszu, pierwszy na świecie i jedyny w Polsce schron typu Regelbau 502. Został wybudowany w 1939 roku. Będąc głównym schronem w zespole ośmiu piskich schronów wojskowych pełnił funkcję stanowiskia dowodzenia odcinka Punkt Oporu Pisz. W 2007 został wpisany do Rejestru Zabytków. Po renowacji wewnątrz schronu powstała ekspozycja militarno-historyczna, dostępna do bezpłatnego zwiedzania.